# Franco Fasano
Franco Fasano, pseudonimo di Gianfranco Fasano (Albenga, 30 giugno 1961), è un cantautore e compositore italiano.
Solitamente utilizza il nome "Franco Fasano" come cantante e "Gianfranco Fasano" come autore.

## Biografia
Fasano è nato il 30 giugno 1961 ad Albenga, in provincia di Savona. Il suo esordio ufficiale al Festival di Sanremo avvenne come autore e cantante nell'edizione 1981 con il brano Un'isola alle Hawaii, non qualificato per la finale. Negli anni successivi partecipò come interprete ad altre tre edizioni del Festival: nella sezione Nuove Proposte nel 1989 con E quel giorno non mi perderai più (terzo posto) e nel 1990 con Vieni a stare qui (secondo posto), nei Campioni nel 1992 con Per niente al mondo in coppia con Flavia Fortunato (settimo posto).
E quel giorno non mi perderai più rappresentò uno spartiacque nella carriera di Fasano: composta per essere cantata al Festival di Sanremo 1989 da un artista affermato, su consiglio dei discografici fu interpretata da lui stesso. Nel 1990 pubblicò il suo primo album Un cielo che non sai scritto assieme a Fabrizio Berlincioni, che include Un cane sciolto (sigla dell'omonimo sceneggiato Rai con Sergio Castellitto) e Da fratello a fratello, un inno alla fratellanza cantato assieme ad Anna Oxa e Fausto Leali.
Ha successivamente pubblicato altri quattro album: Tempo al tempo nel 1992, Qualunque sia la verità nel 1994, Scherzando scherzando nel 2000 e fff - Fortissimissimo nel 2012.

### Carriera da autore
Negli anni ha firmato come autore numerosi brani per altri artisti, fra cui E mo e mo per Peppino Di Capri (Festival di Sanremo 1985), Ti lascerò (canzone vincitrice del Festival di Sanremo 1989) e Avrei voluto per Fausto Leali e Anna Oxa, Una sporca poesia, Il mago non c'è, Uno spazio senza fine, Seguire attentamente le modalità, Fuori c'è una grande città, L'uomo che vorrei e La vita si balla per Fiordaliso, Aurora e Samba Calypso Tango per Lu Colombo, Nel segno del leone e Per quelli come noi per Donatella Milani, Notte di corrida e Ti voglio senza amore per Iva Zanicchi, Regalami un sorriso e Un uomo in più per Drupi, Leggera confusione per Loretta Goggi, Io amo, Mi manchi, Ora no, Un desiderio in due, Quando ci sei tu e Una piccola parte di te per Leali, L'ultimo gesto di un clown, Non si può morire in eterno, Certe cose si fanno e Matrioska per Mina, Elena per la Oxa, Lui no e I pensieri strani per Raffaella Carrà, Il deltaplano e La penisola per Flavia Fortunato, Buonanotte per Marina Barone, Ogni volta che ci sei per Patrizia Bulgari, Niente è perduto per Massimo Ranieri, Piccolo angelo per Bruno Lauzi, Per troppo amore per Al Bano e Romina Power. Il brano Colpevole, scritto per Nicola Arigliano, è stato presentato al Festival di Sanremo 2005 in cui si è aggiudicato il Premio della Critica Mia Martini: il riconoscimento ha portato Fasano ad accettare dal 2005 al 2007 il ruolo di direttore artistico del Premio Mia Martini, che si svolge ogni anno dal 1995 a Bagnara Calabra.
Negli anni 1980, insieme al compositore Martinez, prestò la voce per il jingle di un famoso marchio di gelati, riproposto poi in TV nel 2019 per i 60 anni del marchio stesso.
Si è occupato anche di musica per bambini, scrivendo numerosi brani per i festival Zecchino d'Oro e Ambrogino d'oro oltre che sigle di cartoni animati e trasmissioni per l'infanzia. Il suo avvicinamento allo Zecchino d'Oro avvenne nel 1994, sotto consiglio di Maria Perego, storica ideatrice di Topo Gigio: quell'anno Fasano scrisse insieme ad Emilio Di Stefano Goccia dopo goccia che fu poi adottata dall'UNICEF come bandiera di quell'anno. Altre canzoni scritte per lo Zecchino d'Oro sono È meglio Mario (1996, primo posto), Un bambino terribile e Il Katalicammello (1997, primo e terzo posto), Batti cinque!, Mitico angioletto (1999, secondo posto), Il singhiozzo (vincitrice dello Zecchino d'Oro e d'Argento 2001), Wolfango Amedeo (2006, primo posto) e Ma che mondo l'acquario (2007, primo posto).
Dopo il suo avvicinamento allo Zecchino d'Oro, Fasano fu contattato dalla produttrice Alessandra Valeri Manera, al tempo capostruttura della fascia ragazzi delle reti del gruppo Mediaset, con la quale nacque una collaborazione che lo portò a comporre numerose sigle per cartoni animati e serie televisive, quasi tutte cantate da Cristina D'Avena e molte rimaste celebri, fra cui Calimero, Piccoli problemi di cuore, Beethoven, Un incantesimo dischiuso tra i petali del tempo, Pesca la tua carta Sakura e Rossana. Nel 1998 Fasano ha rielaborato, in collaborazione con Marco Mojana, il brano tradizionale natalizio Il Natale è per Cristina D'Avena in occasione della pubblicazione del disco Fivelandia 16.
Il contributo di Franco Fasano al mondo dell'infanzia proseguì con la direzione artistica di Radio Baby, un'emittente radiofonica satellitare dedicata interamente alla musica per i bambini.
Nel 2007 Franco ha ricominciato a collaborare con l'Ambrogino d'oro, manifestazione per bambini ripresa l'anno precedente dopo 23 anni dalla sua interruzione, partecipando con la canzone O Camomilla o Ragù, scritta assieme ad Emilio Di Stefano. Fuori concorso è stato assegnato il premio della critica alla canzone Ballatina dei proverbi scritta da Antonio Virgilio Savona con Fasano e Marco Mojana.
Nel dicembre 2007 Fasano, invitato come ospite nel programma televisivo Gran Galà dei 50 anni dello Zecchino d'Oro, ha eseguito Goccia dopo goccia accompagnato da alcuni degli interpreti originali di altri suoi pezzi composti per la manifestazione. Nella stessa occasione, ha ricevuto il disco di platino derivato dalle vendite dell'ultima raccolta del Festival.
Nella stagione televisiva 2009-2010 è ospite a Ti lascio una canzone. Nel 2011 compone sigla e musiche per il programma Parapapà realizzato da Rai Ragazzi per Rai YoYo, ed esce il singolo Noi del '61, per la cui realizzazione coinvolge i suoi ex compagni di scuola e alcuni musicisti italiani nati nel 1961 o in anni vicini. Il 26 giugno 2012 esce il doppio album fff – Fortissimissimo, per la cui realizzazione Fasano ottiene la collaborazione di circa 350 artisti, professionisti e non, fra musicisti, cantanti, ingegneri del suono e grafici. L'album contiene 26 canzoni fra cui La Luna, originariamente scritta nel 1995 per Mia Martini, ma non incisa per via della scomparsa dell'artista, e Il giorno che la musica finì scritta e cantata con Gatto Panceri. fff viene promosso attraverso il programma televisivo MilleVoci di Gianni Turco.
Nel 2013 e 2014 è stato coordinatore artistico dei brani dello Zecchino d'Oro. Il 16 dicembre 2014 è uscito Non lasciare Roma: il brano ha una storia produttiva molto complessa, iniziata a metà anni '70 da un'idea di Mario Panzeri, sviluppata negli anni '80 con Grottoli e Vaschetti, completata da Fasano nel 1997, arrangiata da Claudio Zitti e infine registrata da Nino Manfredi su sua iniziativa nel 1999.
Nel 2018 e nel 2019 partecipa come compositore al JESC rispettivamente con What Is Love interpretata dal duo Marco e Melissa, e La voce della Terra cantata da Marta Viola, piazzandosi con entrambe al settimo posto.
Il 5 novembre 2021 viene pubblicata la biografia di Fasano, curata da Massimiliano Beneggi e intitolata Io amo come il suo brano per Leali.

## Discografia

### Album in studio
- 1990 - Un cielo che non sai
- 1992 - Tempo al tempo
- 1994 - Qualunque sia la verità
- 2000 - Scherzando scherzando
- 2012 - fff - Fortissimissimo

### Raccolte
- 1998 - Franco Fasano (Musicapiù)

### Singoli
- 1978 - Splash!/Candid love (Skorpion, SK 3/214) (come Gianfranco Fasano)
- 1980 - Mi piaci tu/Sarai mia (Durium, Ld AI 8083)
- 1981 - Un'isola alle Hawaii/Amarti (Durium, Ld AI 8102)
- 1981 - Chewing gum (Esami di maturità (Durium, Ld AI 8119)
- 1989 - E quel giorno non mi perderai più/L'amico (CBS, CBS 654728 7)
- 1990 - Vieni a stare qui/Un cane sciolto (CBS, CBS 655684 7)
- 1990 - Ho fatto 13/Ho fatto 13 (versione strumentale) (Iperspazio, IPN 894) (con Betti Villani e i Lijao come I ragazzi della Super; sigla di Superclassifica Show)
- 1992 - Per niente al mondo/Per niente al mondo (karaoke version) (Columbia, COL 657843 6) (con Flavia Fortunato)
- 1992 - Tempo al tempo/Nove rose (Columbia, COL 658078 6)
- 2011 - Noi del '61 (download digitale)